# Pandanus nogarete
Pandanus nogarete är en enhjärtbladig växtart som beskrevs av Harold St.John. Pandanus nogarete ingår i släktet Pandanus och familjen Pandanaceae.
Artens utbredningsområde är Vanuatu. Inga underarter finns listade.